# 순서 위상
순서론에서 순서 위상(順序位相, 영어: order topology)은 전순서 집합 위의, 열린구간으로부터 생성되는 위상이다.

## 정의
원순서 집합 {\displaystyle (X,\lesssim )}이 주어졌다고 하고, 이로부터 유도되는 동치 관계를
{\displaystyle x\sim y\iff x\lesssim y\lesssim x}
로 표기하고, 이에 대한 동치류를
{\displaystyle [x]_{\sim }=\{y\in X\colon x\sim y\}}
로 표기하자. {\displaystyle X} 위의 열린 반직선(영어: open ray)을 다음과 같이 표기하자.
{\displaystyle \mathop {\uparrow } a\setminus [a]_{\sim }=\mathop {\uparrow } a\setminus \mathop {\downarrow } a=\{b\in X\colon a\lesssim b\not \lesssim a\}}
{\displaystyle \mathop {\downarrow } a\setminus [a]_{\sim }=\mathop {\downarrow } a\setminus \mathop {\uparrow } a=\{b\in X\colon b\lesssim a\not \lesssim b\}}
여기서 {\displaystyle \mathop {\uparrow } }는 상폐포이며, {\displaystyle \mathop {\downarrow } }는 하폐포이다.

### 순서 위상
{\displaystyle X} 위의, 다음과 같은 집합족을 부분 기저로 삼은 위상을 순서 위상이라고 한다.
{\displaystyle \{\mathop {\uparrow } a\setminus \mathop {\downarrow } a\}_{a\in X}\cup \{\mathop {\downarrow } b\setminus \mathop {\uparrow } b\}_{b\in X}}
즉, {\displaystyle X}의 기저는 다음과 같은 꼴이다.
{\displaystyle (\mathop {\uparrow } a_{1}\setminus \mathop {\downarrow } a_{1})\cap \cdots \cap (\mathop {\uparrow } a_{m}\setminus \mathop {\downarrow } a_{m})\cap (\mathop {\downarrow } b_{1}\setminus \mathop {\uparrow } b_{1})\cap \cdots \cap (\mathop {\downarrow } b_{n}\setminus \mathop {\uparrow } b_{n})\qquad (m,n\in \mathbb {N} ,\;a_{1},\dots ,a_{m},b_{1},\dots ,b_{n}\in X)}
(여기서, 0개의 부분 집합들의 교집합은 {\displaystyle X} 전체이다.)
만약 {\displaystyle X}가 격자라면, {\displaystyle X}의 순서 위상의 기저는 다음과 같이 쓸 수 있다.
{\displaystyle \{(\mathop {\uparrow } a\setminus \mathop {\downarrow } a)\cap (\mathop {\downarrow } b\setminus \mathop {\uparrow } b)\}_{a,b\in X}\cup \{\mathop {\uparrow } a\setminus \mathop {\downarrow } a\}_{a\in X}\cup \{\mathop {\downarrow } b\setminus \mathop {\uparrow } b\}_{b\in X}\cup \{X\}}
다음과 같이 구간 표기법
{\displaystyle (a,\infty )=\mathop {\uparrow } a\setminus \mathop {\downarrow } a}
{\displaystyle (-\infty ,b)=\mathop {\downarrow } b\setminus \mathop {\uparrow } b}
{\displaystyle (a,b)=(a,\infty )\cap (-\infty ,b)}
{\displaystyle (-\infty ,\infty )=X}
{\displaystyle (\infty ,b)=(a,-\infty )=(\infty ,-\infty )=\varnothing }
을 적용하면, 이는 다음과 같다.
{\displaystyle \{(a,b)\}_{a,b\in X\sqcup \{\pm \infty \}}}
만약 {\displaystyle X}가 유계 격자라면, {\displaystyle X}의 순서 위상의 한 기저는 다음과 같이 쓸 수 있다.
{\displaystyle \{(a,b)\}_{a,b\in X}}

### 하위상과 상위상
{\displaystyle (X,\lesssim )} 위의 하위상(영어: lower topology) 또는 좌위상(영어: left topology)은 다음과 같은 부분 기저로 정의되는 위상이다.
{\displaystyle \{X\setminus \mathop {\uparrow } b\}_{a\in X}}
만약 {\displaystyle X}가 전순서 집합이라면, 이 부분 기저의 원소는 열린 반직선
{\displaystyle X\setminus \mathop {\uparrow } b=\mathop {\downarrow } b\setminus \mathop {\uparrow } b=(-\infty ,b)}
들이다.
마찬가지로, {\displaystyle (X,\lesssim )} 위의 상위상(영어: upper topology) 또는 우위상(영어: right topology)은 다음과 같은 부분 기저로 정의되는 위상이다.
{\displaystyle \{X\setminus \mathop {\downarrow } a\}_{a\in X}}
만약 {\displaystyle X}가 전순서 집합이라면,
{\displaystyle X\setminus \mathop {\downarrow } a=\mathop {\uparrow } a\setminus \mathop {\downarrow } a=(a,\infty )}
이다.

### 하극한 위상과 상극한 위상
{\displaystyle (X,\lesssim )} 위의 하극한 위상(영어: lower limit topology) 또는 하 조르겐프라이 위상(영어: lower Sorgenfrey topology)은 다음 부분 기저로 생성된다.
{\displaystyle \{\mathop {\uparrow } a\cap (\mathop {\downarrow } b\setminus \mathop {\uparrow } b)\}_{a,b\in X}\cup \{\mathop {\uparrow } a\}_{a\in X}}
이를 구간 표기법으로 쓰면 다음과 같다.
{\displaystyle \{[a,b)\}_{a\in X,b\in X\sqcup \{\infty \}}}
만약 {\displaystyle X}가 격자이거나, {\displaystyle X}의 반대 순서 집합이 나무라면, 위 부분 기저는 {\displaystyle X}의 하극한 위상의 기저를 이룬다. 만약 {\displaystyle X}가 격자이며, 최대 원소를 가지지 않는다면, 다음 집합족 역시 {\displaystyle X}의 하극한 위상의 기저를 이룬다.
{\displaystyle \{[a,b)\}_{a,b\in X}}
마찬가지로, {\displaystyle (X,\lesssim )} 위의 상극한 위상(영어: upper limit topology) 또는 상 조르겐프라이 위상(영어: upper Sorgenfrey topology)은 다음 부분 기저를 갖는다.
{\displaystyle \{(\mathop {\uparrow } a\setminus \mathop {\downarrow } a)\cap \mathop {\downarrow } b\}_{a,b\in X}\cup \{\mathop {\downarrow } b\}_{b\in X}}
즉,
{\displaystyle \{(a,b]\}_{a\in X\sqcup \{-\infty \},b\in X}}
만약 {\displaystyle X}가 격자이거나 나무라면, 이는 상극한 위상의 기저를 이룬다. 만약 {\displaystyle X}가 최소 원소를 갖지 않는 격자라면, 상극한 위상은 다음과 같은 기저를 갖는다.
{\displaystyle \{(a,b]\}_{a,b\in X}}

## 성질
순서 위상을 준 전순서 집합은 항상 완비 정규 하우스도르프 공간이며,:67, 39.6 완비 가산 파라콤팩트 공간이며, 완비 직교 콤팩트 공간이다.:17
유한 전순서 집합 위의 순서 위상은 이산 위상이다.
전순서 집합에 대하여, 다음 두 조건이 서로 동치이다.:68, 39.8
- 선형 연속체이다.
- 순서 위상을 가했을 때, 연결 공간이다.

전순서 집합에 대하여, 다음 두 조건이 서로 동치이다.:67, 39.7
- 완비 격자이다.
- 순서 위상을 가했을 때, 콤팩트 공간이다.

전순서 집합에 대하여, 다음 두 조건이 서로 동치이다.:199, Theorem 1
- 순서 위상을 가했을 때, 파라콤팩트 공간이다.
- 순서 위상을 가했을 때, 메타콤팩트 공간이다.

## 예

### 유한 집합
{\displaystyle \{a,b\}}의 멱집합 위의 순서 위상을 생각하자. 이 경우, 열린집합은 다음과 같이 7개이다.
{\displaystyle \left\{\varnothing ,\{a\},\{b\},\{a,b\}\right\}}
{\displaystyle \left\{\{a\},\{b\},\{a,b\}\right\}}
{\displaystyle \left\{\{a\},\{b\},\varnothing \right\}}
{\displaystyle \left\{\{a\},\{b\}\right\}}
{\displaystyle \left\{\{a,b\}\right\}}
{\displaystyle \{\varnothing \}}
{\displaystyle \varnothing }
{\displaystyle \{a,b\}}의 멱집합 위의 상순서 위상의 열린집합은 다음과 같이 4개이다.
{\displaystyle \left\{\varnothing ,\{a\},\{b\},\{a,b\}\right\}}
{\displaystyle \left\{\{a\},\{b\},\{a,b\}\right\}}
{\displaystyle \left\{\{a,b\}\right\}}
{\displaystyle \varnothing }
{\displaystyle \{a,b\}}의 멱집합 위의 하순서 위상의 열린집합은 다음과 같이 4개이다.
{\displaystyle \left\{\varnothing ,\{a\},\{b\},\{a,b\}\right\}}
{\displaystyle \left\{\varnothing ,\{a\},\{b\}\right\}}
{\displaystyle \left\{\varnothing \right\}}
{\displaystyle \varnothing }

### 자명한 순서
집합 {\displaystyle X} 위의 동치 관계는 (자명한) 원순서를 이룬다. 이 경우, 이에 대한 순서 위상 · 상위상 · 하위상은 모두 비이산 위상이다.

### 순서체
실수체 {\displaystyle \mathbb {R} }, 유리수체 {\displaystyle \mathbb {Q} }, 정수환 {\displaystyle \mathbb {Z} } 자연수 집합 {\displaystyle \mathbb {N} } 위의 표준적 위상은 순서 위상이다. ({\displaystyle \mathbb {Z} }와 {\displaystyle \mathbb {N} }의 경우 이는 이산 위상이다.)
초실수체 {\displaystyle {}^{*}\mathbb {R} }에도 순서 위상을 줄 수 있다. 이 경우 {\displaystyle {}^{*}\mathbb {R} }는 완전 분리 공간이 된다.
실수체 {\displaystyle \mathbb {R} } 위에 하극한 위상을 부여하여 만든 위상 공간을 조르겐프라이 직선(영어: Sorgenfrey line)이라고 한다. 조르겐프라이 직선은 다음 성질들을 만족시킨다.
- 완전 정규 하우스도르프 공간이며, 린델뢰프 공간이다. (따라서, 파라콤팩트 공간이다.)
- 분해 가능 공간이며, 제1 가산 공간이지만, 제2 가산 공간이 아니다. (따라서, 거리화 가능 공간이 아니다.)
- 이다.
- 완전 분리 공간이다.

두 조르겐프라이 직선의 곱공간은 조르겐프라이 평면(영어: Sorgenfrey plane)이라고 한다. 이는 정규 공간이 아니다. 따라서 이는 파라콤팩트 공간이 아니며, 린델뢰프 공간이 아니다.

### 순서수의 위상
순서수 {\displaystyle \alpha }는 정렬 집합이므로, 여기에 순서 위상을 주어 위상 공간으로 만들 수 있다. 이 경우, {\displaystyle \alpha }의 극한점은 {\displaystyle \alpha }보다 작은 극한 순서수이다.
순서 위상을 주었을 때, 모든 순서수는 완전 분리 공간이다. 최초의 비가산 순서수 {\displaystyle \omega _{1}}은 제1 가산 공간이지만 제2 가산 공간이 아니며, 콤팩트 공간이 아니며, 완전 정규 공간이 아니다. {\displaystyle \omega _{1}+1}은 제1 가산 공간·제2 가산 공간이 아니며, 콤팩트 공간이며, 완전 정규 공간이 아니다. {\displaystyle \omega _{1}+1}은 {\displaystyle \omega }의 스톤-체흐 콤팩트화이자 알렉산드로프 콤팩트화이다.

### 전순서 집합의 부분 집합
전순서 집합 {\displaystyle (X,\leq )}의 부분 집합 {\displaystyle Y\subseteq X} 위에서, 다음 두 가지 위상을 생각할 수 있다.
- {\displaystyle (X,\leq )} 위에 순서 위상을 주었을 때, {\displaystyle Y} 위의 부분 공간 위상
- {\displaystyle (Y,\leq \upharpoonright Y)} 위의 순서 위상

전자는 후자보다 더 섬세한 위상이지만, 전자와 후자는 일반적으로 일치하지 않는다. 예를 들어, 실수의 순서체 {\displaystyle \mathbb {R} }의 부분 집합
{\displaystyle (0,1)\cup [2,3)}
에서,
{\displaystyle [2,3)}
는 전자의 위상에 대하여 열린집합이지만, 후자의 위상에 대한 열린집합이 아니다.
만약 {\displaystyle Y}가 순서 볼록 집합이라면, 이 두 위상은 서로 일치한다.

## 같이 보기
- 긴 직선
- 선형 연속체